# Альтери, Мате
Мари́-Тере́за Рене́ Мишле́н Альте́р (фр. Marie-Thérèse Renée Micheline Altare), известная под псевдонимом Ма́те Альтери́ (фр. Mathé Altéry; род. 12 сентября 1927, Париж) — французская оперная певица (сопрано) и актриса театра оперетты. Представительница Франции на конкурсе песни «Евровидение-1956». Вместе с итальянкой Тониной Торрьелли и немцем Фредди Квинном является «одним из последних, ныне живущих участников первого конкурса Евровидение-1956».

## Биография
Родилась 12 сентября 1927 года в Париже в семье оперного певца Филиппа Альтера (он же Марио Альтери). Начала заниматься вокалом в Шербуре, где работал её отец. В 1950 году поступила хористкой в театр «Шатле», а в 1953 году выиграла вокальный конкурс в Довиле, что позволило ей начать сольную карьеру. В декабре 2006 года она стала кавалером ордена Почетного легиона за свою многолетнюю профессиональную и творческую деятельность.

### «Евровидение»
В 1956 году была выбрана французским национальным вещателем RTF с песней «Le temps perdu» и вместе с Дани Доберсон, которую выбрали второй участницей, стали первыми представительницами Франции на первом конкурсе песни «Евровидение», проходившем в швейцарском Лугано. Так как, на данном конкурсе был объявлен только победитель, они заняли второе место, наряду со остальными участниками.

### Дальнейшая карьера
На протяжении 1960-х годов была занята в дубляже популярных музыкальных фильмов для французского проката — в частности, дублировала Джули Эндрюс в «Звуках музыки» и Одри Хепбёрн в «Моей прекрасной леди». Продолжала выступать в оперетте, а в 1965 году записала альбом дуэтов с Люсьеном Люпи. В последний раз вышла на сцену в 1988 году в премьере оперетты Франсиса Лопеса «Венские грёзы».

## Личная жизнь
- Троюродная бабушка — Жюльетт Верметц, оперная певица.
- Отец — Марио Альтери (1892—1974), оперный певец.
- Муж (1966—2014): Бернар Баке де Сариак (1933—2014), адвокат.

## Дискография

### Синглы
- 1955 — «Au Clair Matin»
- 1956 — «Le temps perdu»
- 1957 — «Barnabé»
- 1957 — «Celui que j’aime» (совместно с оркестром Пола Дюрана)
- 1957 — «Rose de Chine»
- 1958 — «La Vie à Deux»
- 1958 — «Les Belles de Nuit»
- 1958 — «Quand l’Amour Meurt»
- 1959 — «Fallait pas faire ça»
- 1959 — «Marie toi, Marie, Marie toi»
- 1961 — «Pas d'Âge pour l’Amour»

## Фильмография

### Актриса
- 1955 — «Милорд Арсуйский»
- 1956-1958 — «Trente-Six Chandelles»
- 1956 — «L'impero del sole»
- 1957 — «Trente-Six Chansons»
- 1958 — «Жизнь вдвоём»
- 1959-1960 — «Discorama»
- 1959-1961 — «Airs de France»
- 1959 — «Coquin de printemps»
- 1960 — «Toute la chanson»»
- 1961 — «Les optimistes du lundi»
- 1962 — «Bonsoir»
- 1962 — «La grande farandole»
- 1962 — «Le bon numéro»
- 1962 — «Rendez-vous avec Mathé Altery et Jean Ferrat»
- 1963 — «Wien - Paris - Berlin»
- 1964 — «Besuch aus Paris»
- 1965 — «Au-delà de l'écran»
- 1965 — «Die Drehscheibe»
- 1966 — «Der nächste Urlaub kommt bestimmt»
- 1967 — «Le palmarès des chansons»
- 1968 — «Der gemütliche Samstagabend»
- 1969 — «La joie de vivre»
- 1969 — «Musicolor»
- 1971 — «Les quartiers de Paris (Clio dans le métro)»
- 1979 — «Les amours de la belle époque»
- 1981 — «Thé dansant»
- 1984-1989 — «Champs-Elysées»
- 1984-1996 — «La chance aux chansons»
- 1985 — «Si j'ai bonne mémoire»
- 1988 — «Regards de femme»
- 2003-2006 — «Chanter la vie»

### Дубляж
- 1964 — «Моя прекрасная леди»
- 1965 — «Звуки музыки»